# Heir Apparent (Band)
Heir Apparent (engl. für „Thronfolger“) ist eine US-amerikanische Heavy-Metal-Band, die sich nach ihren 1983er Gründungsdurchläufen schließlich 1984 unter neu gefundenem Namen konstituiert und trotz ihres langen von Besetzungswechseln durchzogenen Bestehens nur drei (reguläre) Alben veröffentlicht hat.

## Geschichte

### Gründung
Der in Seattle als Tontechniker und Gelegenheitsgitarrist jobbende Terry Alan Gorle wollte 1983 eine Band zusammenstellen, um eine Profimusikerkarriere einzuschlagen, und hatte Kim Harris als Berater an seiner Seite. Dieser war gleichzeitig beim Aufbau von Queensrÿche beteiligt. Sapien war der Name der ersten Entwicklungsstufe. Gorle sang zunächst auch, mit den Einstiegen von Sänger Cory Rivers und Bassist Matt Bazemore im Herbst 1983, die mit Queensrÿches Neuzugang Geoff Tate bei Babylon gewesen waren, änderte die Band ihren Namen auf Nemesis. Bazemore wechselte hinter die Kulissen, zum Beispiel als Grafikdesigner, und blieb über die 2000er Jahre hinaus der beste Freund Gorles. Rivers dagegen fühlte sich in der Gruppe nicht gut aufgehoben und quittierte nach viermonatiger Zugehörigkeit seinen Dienst.
Mit dem nächsten neuen aus einer lokalen Coverband rekrutierten Mann (die seinerzeit aktuellen Rhythmusmusiker hatten bereits mit Gorle in einer zusammen gespielt) kam schon der nächste neue Name, dieses Mal Heir Apparent. Die Gründung erfolgte im Frühjahr 1984 durch Terry Gorle (E-Gitarre), Paul Davidson (Gesang), Derek Peace (E-Bass) und Jim Kovach (Schlagzeug).

### Erstes Album
Da Queensrÿche schnell durchstartete und das Management zum Fulltime-Job wurde, musste Harris seinen Freund Terry Gorle sich selbst überlassen. Eigentlich war eine LP-Produktion in den Triad-Studios vorgesehen, die auch schon für Juli 1984 gebucht waren. Jedoch entstand durch den Rückzug von Harris obendrein eine Finanzierungslücke. Um sowohl den Termin einzuhalten, als auch eine Überschuldung zu vermeiden, strich man das Vorhaben auf ein Five-Track-Demo zusammen. Das Demo erntete Zuspruch bei den Radiostationen in Seattle und infolge des Airplays sorgte es für regionale Bekanntheit.
Ein Besetzungswechsel vollzog sich unmittelbar danach, als nämlich Jim Kovachs Abgang im August durch den Einstieg von Raymond Schwartz im September kompensiert wurde. Zwei Testauftritte außerhalb Seattles im Beiprogramm einer anderen kleinen Band fanden statt, ehe am 21. Dezember 1984 der erste richtige Auftritt abgehalten wurde. Nachdem die Metal-Band vom Publikum angenommen worden war, betourte sie die Staaten Washington und Idaho.
Anfang 1985 wurden mit privat geliehenem Geld Vorbereitungen für eine Album-Aufnahme getroffen, die nur von einem Fernsehauftritt im April unterbrochen wurden. Im Sommer 1985 war das Album im Großen und Ganzen eingespielt und Heir Apparent wartete auf einen Plattendeal. Gorle schickte ein Päckchen mit Demo-Tapes an das deutsche Rock Hard, wo das Gehörte auf Begeisterung stieß, die wiederum das in Paris ansässige Label Black Dragon neugierig machte. Über einen Schallplattenhändler in Seattle nahm das Label Kontakt mit der Band auf. Im Oktober 1985 war das Vertragswerk mit Black Dragon Records ausgehandelt. Das Label übernahm die bisherigen Aufnahmen, legte die Produktionsschulden aus, stellte das Album fertig und brachte es unter dem Titel Graceful Inheritance im Januar 1986 auf den Markt. Mit dem Label war die Band jedoch nicht zufrieden, da es, laut Paul Davidson, kaum etwas für die Band tat und die Touren schlecht organisiert seien. Ferner habe es das Bandlogo sowie die Covergestaltung verändert. Davidson favorisierte die Betreuung durch ein Major-Label.
Der Keyboarder Nathan McCoy hatte musikalisch daran mitgewirkt. Er durfte allerdings kein offizielles Bandmitglied werden, da Black Dragon weitere Unkosten ablehnte. Er war danach noch eine Zeitlang assoziiert, zog aber die Sicherheit eines anderweitigen festen Engagements vor. Da Cory Rivers die Lieder Hands of Destiny und Tear Down the Walls aus seiner Zeit bei Helm's Deep ins Repertoire von Nemesis hinübergerettet sowie eines der damals neu komponierten Lieder mit einem Text versehen hatte, taucht er in den Credits auf. Raymond Schwartz hatte sich gerade in Raymond Black umbenannt und wurde so auf dem Album abgedruckt. Sein Vorgänger Jim Kovac, der inzwischen als Lehrer einem bürgerlichen Beruf nachging, hatte es sich nicht nehmen lassen, noch einmal mitzuwirken, wenngleich sein Instrument nur das Glockenspiel war. Das bereits erwähnte Tear Down the Walls war schon vor der Albumveröffentlichung für den Sampler Pacific Metal Project freigegeben worden.
Gerne hätte die Band wieder mit einem Keyboarder zusammengearbeitet, aber alle finanziellen Umstände sprachen dagegen. Die materielle Unterstützung, die die Mitglieder durch Familie und Freunde erhielt, konnte die laufenden Kosten nicht alleine decken, deshalb gingen sie nebenher noch jobben. Weil nur der europäische Markt bedient wurde (bis auf einige Import-Exemplare, die gut verkauft worden sind) bestand der Wunsch nach einem Major-Deal in den USA, wodurch das Album lizenziert werden würde. Auch die Arbeit des Managements empfand man nicht als optimal, da man das meiste selbst erledigen musste. Insgesamt hakte es, nach Meinung der Band, an verstärkten Promotion-Bemühungen. Darüber hinaus hatte man Pech mit dem Zeitpunkt der am 18. Mai 1986 in Frankreich startenden Europatournee mit Savage Grace. In Deutschland trat Heir Apparent im Juni im Rahmen der Metal Hammer Roadshow in fast leeren Hallen auf. Die Tour geriet zum Fiasko, da gleichzeitig die Fußball-WM stattfand.
Erst seit kurzem zurückgekehrt, lief Bassist Derek Peace zu Savage Grace über. Dafür gehörte ab September 1986 der Keyboarder Michael Jackson zur Band und wurde sogleich ins Songwriting einbezogen. Zudem ging eine Meldung in die Öffentlichkeit, in der als neuer Bassist ein gewisser Todd Pederson vorgestellt wurde. Statt seiner wurde mit Wirkung November/Dezember 1986 Duane Bakke als Bassist geführt, der im Januar 1987 schon wieder durch Randy Nelson abgelöst wurde. Bakkes einziger Einsatz war das Silvesterkonzert 1986 in Seattles Paramount Theatre. Nelson erging es kaum besser, denn nach den Aufnahmen der Lieder Tomorrow Night und We, the People im Frühjahr 1987 begehrte Derek Peace seinen Platz zurück. Ausschlaggebend war zum einen die stilistisch einengende Festlegung von Savage Grace auf Speed Metal, zum anderen die Freundschaft zu Raymond Schwartz, der ihn bat, den Wirren um den Bassisten-Posten ein Ende zu bereiten.
Im April 1987 schied Paul Davidson wegen eines Suchtproblems – und nicht, wie die Band-Homepage wohlwollend angibt, wegen unsicherer Zukunftsperspektiven – aus. Später im Jahr verständigte man sich mit Semaphore auf ein Vertragsdokument, das jedoch nicht wirksam wurde oder schlichtweg gar nicht von der Firma, die sich dagegen sträubte Produktionskosten mitzutragen, unterzeichnet worden war, wie Gorle später angab. Steve Benito aus Portland war im Mai 1987 verpflichtet worden. Ein Freund im Triad-Studio hatte mit Benito gearbeitet und dessen Telefonnummer an Gorle weitergereicht. Gorle erachtete Benitos Stimme als gleichwertig zu denen von Ronnie James Dio und Geoff Tate, weshalb er Zuversicht ausstrahlte. Kurz darauf war man schon so weit, um live auftreten zu können und dies mitschneiden zu lassen. Das erste von mehreren weiteren Konzerten mit Benito ging am 4. Juli 1987 über die Bühne. Ein für Herbst 1987 vorgesehenes Livealbum blieb wegen der Semaphore-Enttäuschung pure Digitaltape-Konserve.

### Zweites Album
Noch 1987 begann das Songwriting für ein reguläres Album, aus dem lediglich ein Demo wurde, das als Recordings '88 in Umlauf gebracht wurde. Eine Ex-Freundin kontaktierte Metal Blade Records. Spätestens durch den als Poison-Vertretung absolvierten Auftritt im Vorprogramm von David Lee Roth im Juni 1988 wurde das von Brian Slagel geführte Label von den Qualitäten der Band überzeugt. Der Vertrag wurde im Oktober 1988 geschlossen. Er sah sieben Alben vor.
Das Album One Small Voice, eingespielt von Terry Gorle, Steve Benito, Derek Peace, Ray Black und Michael Jackson, erschien im Juni 1989. Die Aufnahmen hatten erneut in den Triad-Räumlichkeiten in Redmond stattgefunden. Da der Band 18.000 Dollar zur Verfügung gestanden hatten, neben den unvermeidlichen Kosten zu wenig für einen professionellen Produzenten, hatte sie mit Hilfe des Toningenieurs Tom Hall den Tonträger selbst produziert. Die meisten Lieder waren schon vor längerer Zeit geschrieben worden, mit Ausnahme der von Peace speziell auf das europäische Publikum zugeschnittenen Lieder Cacophony of Anger und Decorated. Die Aufnahmen waren mit dem Abmischen am 18. Februar beendet worden. Taktischen Überlegungen zum generationsübergreifenden Bekanntwerden nachgebend, ist darauf außerdem eine Coverversion des Simon-&-Garfunkel-Evergreens The Sound of Silence enthalten. Dies bekannte Gorle im Interview. Peace schob als Grund vor, die Textzeilen passten zum Gesamtkonzept, weil darin von Revolution und Verständnis füreinander die Rede sei. In der deutschen Metal-Presse spannte sich der Meinungsbogen bezüglich der Coverversion von „genial“ über „albern“ bis „fürchterlich“ und „schwuchtelig“. Matthias Herr konnte im ersten Band seines Heavy-Metal-Lexikons über die seiner Ansicht nach untaugliche Strategie der Fangewinnung nur den Kopf schütteln.
Bei Auslieferung des Albums hatte sich Terry Gorle bereits mit der Band wegen der begrenzten finanziellen Mittel und deren Verwendung zerstritten und hatte gehen müssen. Laut Derek Peace passierte dies im März 1989. Gorle setzte den Streit sogar gerichtlich fort, wobei es nunmehr um die Rechte am Namen und dem Songmaterial ging. Im Interview mit dem Rock Hard gab Derek Peace an, dass sich Gorle aufgrund persönlicher Differenzen mit den anderen getrennt habe, da er mit dem Klangbild des Albums nicht einverstanden gewesen wäre. Durch den veränderten Stil hätte der Fokus nun nicht mehr so stark auf Gorle gelegen, weshalb er womöglich Ego-Probleme bekommen hätte. Im selben Interview erläuterte Gorle seinen Eindruck, dass das Schlagzeug und die E-Gitarre viel zu unterproduziert worden seien. Das Keyboard und der Gesang seien hingegen zu präsent. Einige Gesangsteile seien 24-mal aufgenommen worden. Als Ersatz holte Peace einen in Los Angeles lebenden Deutschen namens Klaus Derendorf. Diese Besetzung ging im Herbst auf Westküsten-Tour mit Crimson Glory. Hiernach ging Ray Black und wurde durch Jeffrey McCormack ersetzt. Das Bandgefüge war dahin, die Mitglieder wechselten beinahe täglich und folgerichtig wurde die Auflösung beschlossen.
Die Nachricht erreichte im Frühjahr 1991 Deutschland, wo sie keineswegs überrascht aufgenommen wurde. Gorle blieb nach zwei Jahren des Prozessierens der Musikszene erst einmal fern und konzentrierte sich auf seinen erlernten Beruf als Marmor- und Granit-Installateur.

### Neuanfang
1998, ausgestattet mit allen notwendigen Rechten und einem im Zusammenspiel (in einer anderen Band) erprobten Bassisten namens Jay Wegener scheiterte die Wiederauferstehung beziehungsweise die Etablierung von Heir Apparent, weil man nie den geeigneten Sänger und einen ebenso passenden Schlagzeuger hatte finden können. Anlässlich des Wacken Open Air im Jahr 2000 kamen Terry Gorle, Derek Peace und Ray Black, ergänzt durch den Sänger Michael Flatters wieder zusammen. Mit Peace und Black hatte sich Gorle ausgesöhnt. Für die Charakterisierung des neuen Frontmannes hatte er wieder den Vergleich mit Ronnie James Dio und einem führenden Progressive-Metal-Sänger – diesmal James LaBrie von Dream Theater – parat. Alle drei Mitmusiker verließen nach der Festival-Saison die Band. Der Schlagzeuger-Posten wurde immer nur kurz besetzt: Bryce Stockton, Gary Stafford, Thomas Kelleners. Gorle überzeugte Paul Davidson von einer Rückkehr.
Inzwischen hatte die Band dank der Vermittlung treuer deutscher Fans ein neues Label gefunden: Hellion Records des Versandhändlers Jürgen Hegewald in Itzehoe. Dort brachte Gorle ein Kompilations-Album mit neu abgemischten nebst unveröffentlichten Stücken heraus, um den im Umlauf befindlichen Live-Bootlegs mit raueren, gitarrenlastigeren Versionen der auf One Small Voice veröffentlichten Lieder eine offizielle Alternative entgegenzustellen. Paul Davidson blieb nicht lange. Als es ohne Sänger nicht mehr ging, weil Festivals und Clubauftritte anstanden, verpflichtete Gorle den erstbesten Sänger, Bryan Hagan, was sich als Fehlbesetzung herausstellte. Selbst nach der Trennung endeten die gegenseitigen Beschuldigungen nicht. Wie sich später zeigen sollte, konnte der Stachel in Gorle jedoch nicht allzu tief gesessen haben. Der nächste Sänger wohnte fernab in New Jersey und hieß Mike Blair (2003). Im Sommer 2003 war dies Peter Orullian, der länger durchhielt.
Die Besetzung des ausklingenden Jahres 2003 lautete: Peter Orullian (Gesang), Terry Gorle (E-Gitarre), Bobby Ferkovich (E-Bass), Clint Clark (Schlagzeug), Op Sakiya (Keyboards). Endlich sollte wieder ein Album hervorgebracht werden. Es wurde aber nur ein Demo im Albumformat. 2004 kehrte Jeffrey McCormack ans Schlagzeug zurück. Allerdings stieg Anfang 2006 wieder einmal die komplette Belegschaft aus und ließ den Chef alleine zurück. Letzterer hatte seine Bandmitglieder in die Pflicht nehmen wollen, die da lautete, fünfmal pro Woche zu proben und am Songwritingprozess für ein geplantes Album aktiv teilzunehmen. Dem gegenüber stehende Verpflichtungen in Job und Familie erforderten einen geschlossenen Verzicht der Angesprochenen. 2006 war die Band zudem auf dem Keep It True zu sehen.
Nachdem einige alte Aufnahmen zu CDs und DVDs aufbereitet und über die Homepage verkauft worden waren (ein Teil wurde 2010 als Medienkombination offiziell vertrieben), widmete sich Gorle 2011 wieder der Zusammenstellung einer Liveband. Alte Bekannte sagten zu, und zwar Paul Davidson, der vielfach gepriesene Ur-Sänger, der 2000 nur kurz vorbeigeschaut hatte, sowie das eingespielte Rhythmusduo Derek Peace und Ray Schwartz/Black. In Würzburg wurde Mitte Januar 2012 innerhalb des Metal-Assault-II-Festivals das komplette Graceful-Inheritance-Album dargeboten. Der Wermutstropfen für die Fans bestand darin, dass Davidson nicht dabei sein konnte und Jeff Carrell keine adäquate Vertretung war. Anlässlich eines Gedenkauftritts am 30. Juni 2012 für den 39-jährig verstorbenen Bryan Hagan bediente Bobby Ferkovich noch einmal den Bass und Clint Clark saß noch einmal am Schlagzeug, während Heir-Apparent-Neuling Sean Aust, der gerade den Tour-Sänger Jeff Carrell abgelöst hatte, als Sänger fungierte. Als fester Sänger stieg im Januar 2013 Mike Gorham ein.

## Stil
Im Metal Hammer lauteten die Stilbeschreibungen (in chronologischer Abfolge): „US-Metal mit einem leicht kommerziellen Touch“, „melodische Heavy Power“, „melodischer Powerrock“, der Härte und Kommerzialität kombiniert, „frische[r], geradlinige[r] Power Rock“. Andreas Schöwe empfahl die Band „[f]ür Anhänger früher Queensrÿche oder Crimson Glory im speziellen beziehungsweise Fans von hochklassigem US-Melodic Metal“. Derselbe verkürzte die Beschreibung zwei Ausgaben später auf „Power Metal“.
Darin stimmt er mit Frank Göhringer vom Mortal-Sin-Fanzine und Matthias Herr in seinem Heavy-Metal-Lexikon überein.
Das Etikett „Progressive Metal“ hefteten folgende Internetseiten der Band an: librariusmetallicus.com, tartareandesire.com, Prog Archives, metalstorm.net. Jesters-news.de bezieht die Beschreibung „progressiv-eingängiger Metal“ auf One Small Voice, was sich mit der Selbstbeschreibung auf der Heir-Apparent-Homepage deckt. Dass Heir Apparent schon beim Debüt Queensrÿche-ähnlich sei, schreibt die Rock Hard Enzyklopädie.
In seinem Buch The Collector’s Guide of Heavy Metal Volume 2: The Eighties schrieb Martin Popoff über Graceful Inheritance, dass hierauf ein progressiver Post-NWoBHM-Stil vorzufinden sei. Der Gesang auf One Small Voice erinnere an Geoff Tate.
Jan Michael Dix beklagte im Metal Star die stilistische Diskrepanz zwischen den beiden Alben.
Einen groben Einblick in die Textbedeutungen gibt die Band-Homepage. Dort heißt es, das Hauptaugenmerk gelte den Auswirkungen des wissenschaftlich-technischen Fortschritts auf unseren Planeten unter Einbeziehung differierender politischer, religiöser und gesellschaftlich-eigennütziger Vorstellungen.
Das Buch US Metal Vol. 2 druckte einen Interview-Ausschnitt des Magazins Adrenalin ab, in dem sich Paul Davidson zum Lied And… Dogro Lived On, das sich rückwärts No Devil or God… DNA liest und auf Graceful Inheritance befindet, äußerte. Laut Davidson soll dies ausdrücken, dass man sich auf seinen eigenen Verstand verlassen und nicht Idolen nacheifern solle. Das Buch druckte auch einen Teil einer Rezension des Magazins Mortal Sin zum Album One Small Voice ab, das die Musik als keyboardlastigen und melodischen Hard Rock beschrieb.

## Diskografie
- 1984: Inception Day (Demo)
- 1986: Graceful Inheritance (Black Dragon Records)
- 1987: Triad 333 (Demo)
- 1988: Recordings '88 (Demo)
- 1989: One Small Voice (Metal Blade Records)
- 1999: Triad (Kompilation, Hellion Records)
- 2003: Demo (Demo)
- 2010: One Small Voice (Wiederveröffentlichung mit Bonustracks und DVD, Arkeyn Steel Records)
- 2018: The View from Below